# 1415 Malautra
1415 Malautra è un asteroide della fascia principale del diametro medio di circa 14,47 km. Scoperto nel 1937, presenta un'orbita caratterizzata da un semiasse maggiore pari a 2,2237522 UA e da un'eccentricità di 0,0871201, inclinata di 3,42631° rispetto all'eclittica.
È stato così intitolato in onore della moglie dello scopritore.